# Leonora
Leonora (auch Léonora) ist ein weiblicher Vorname.

## Herkunft und Bedeutung
Leonora ist durch Kürzung aus dem Vornamen Eleonora entstanden; Weiteres findet sich unter Eleonore.

## Namensträgerinnen
Leonora
- Leonora Armellini (* 1992), italienische Pianistin
- Leonora Baroni (1611–1670), italienische Sängerin (Sopran), Musikerin und Komponistin
- Leonora Carrington (1917–2011), britisch-mexikanische Malerin und Schriftstellerin
- Leonora Corona (1900–1950), US-amerikanische Opern- und Konzertsängerin
- Leonora Duarte (1610–1678), flämische Komponistin
- Leonora Eyles (1889–1960), britische Schriftstellerin und Frauenrechtlerin
- Leonora Galigaï (1568–1617), Hofdame bei Maria von Medici
- Leonora Jakupi (* 1979), albanische Sängerin
- Leonora Leitl (* 1974), österreichische Grafikerin, Illustratorin von Kinder- und Jugendbüchern und Autorin
- Léonora Miano (* 1973), kamerunische Schriftstellerin
- Leonora Milà i Romeu (* 1942), katalanische Komponistin und klassische Pianistin
- Leonora Ruffo (1935–2007), italienische Schauspielerin
- Leonora Speyer (1872–1956), US-amerikanische Geigerin und Dichterin
- Leonora Christina Ulfeldt (1621–1698), dänische Schriftstellerin
- Leonora (Sängerin) (* 1998), dänische Sängerin und Eiskunstläuferin

Lenora
- Lenora Claire (* 1980), US-amerikanische Schauspielerin
- Lenora Crichlow (* 1985), britische Schauspielerin

Oper
- Leonora, fiktive Person, weibliche Hauptrolle Donna Leonora de Vargas, (Sopran-Stimme) in der Verdi-Oper La forza del destino (deutscher Titel: Die Macht des Schicksals; aus 1862/1869)

Film
- Leonora im Morgenlicht (2025), deutsche Filmbiografie über die surrealistische Künstlerin Leonora Carrington